# Četež pri Strugah
Četež pri Strugah (Duits: Tschettesch) is een plaats in Slovenië en maakt deel uit van de gemeente Dobrepolje in de NUTS-3-regio Osrednjeslovenska. De plaats telde 73 inwoners op 1 januari 2020.